# Волгозіха
Волгозі́ха (Волгазіха, рос. Волгозиха, Волгазиха) — річка в Сарапульському районі Удмуртії, Росія, права притока Ками.
Річка починається на східній околиці колишнього присілка Шадренки. Протікає на південний схід. Лівий берег стрімкий, місцями заліснений, в гирлі русло обмежене стрімкими скелями.
Річка приймає декілька дрібних приток:
- праві — Старовірка, струмок Дальній, Гарінка
- ліва — Воронеша

На річці розташовані присілки Макшаки у середній течії та Дулесово в гирлі.